# Sinistra Ecologista Comunista Rinnovatrice
Sinistra Ecologista Comunista Rinnovatrice (in greco: Ανανεωτική Κομμουνιστική Οικολογική Αριστερά, Ananeotiki Kommounistiki Ikologiki Aristera - AKOA) è stato un partito politico greco.
Fondato con la denominazione di KKE Interno - Sinistra Rinnovatrice (ΚΚΕ Εσωτερικού - Ανανεωτική Αριστερά), nacque da una parte del Partito Comunista di Grecia dell'Interno (KKE interno), che nel 1987 si era scisso in due: questo partito e Sinistra Greca.

## Storia
Nelle elezioni parlamentari del 2000 l'AKOA appoggiava il Coalizione della Sinistra, dei Movimenti e dell'Ecologia.
Fin dal 2004 il partito ha fatto parte della SYRIZA, coalizione di partiti della sinistra radicale, nonostante le continue tensioni con il Synaspismos, forza egemone di quella coalizione.
Le posizioni del partito erano rappresentate dal settimanale Εποχή (Epohì).
Il 9 luglio 2013 l'AKOA ha deciso di concludere la sua esperienza politica autonoma per sciogliersi ufficialmente in SYRIZA.